# چاقو در آب
چاقو در آب (لهستانی: Nóż w wodzie) فیلمی درام به کارگردانی رومن پولانسکی است که در سال ۱۹۶۲ منتشر شد. این فیلم نامزد جایزه اسکار بهترین فیلم بین‌المللی شد. چاقو در آب اولین فیلم بلند رومن پولانسکی است که نمایان‌گر سه شخصیت در داستانی از رقابت و تنش جنسی است.

## خلاصه داستان
آندری (نیمچیک) خبرنگار ورزشی موفق و همسرش، کریستینا (اومکا)، در راه گذراندن تعطیلی آخر هفته در قایق‌شان روی دریاچه، دانشجوئی (مالانوفیچ) را همراه خود می‌کنند. آندری که در امور مربوط به قایق مهارت تامی دارد و به خود می‌بالد، مشغول تحقیر جوان ناشی و بی‌تجربه می‌شود که ضمناً گرایشی هم به کریستینا پیدا کرده است. سرانجام، جوان به‌خاطر چاقوئی جیبی که عزیز می‌دارد، با آندری گلاویز می‌شود و در آب می‌افتد. آندری که گمان می‌برد پسر غرق شده و مرده است، شناکنان به ساحل می‌رود. اما جوان از آب بیرون می‌آید و کریستینا به تسلی او می‌پردازد. جوان سپس به راه خود می‌رود و کریستینا به موقع جلوی آندری را که می‌خواهد به پلیس گزارش دهد، می‌گیرد...